# Бостън (група)
„Бостън“ е американска рок група от едноименния град Бостън, Масачузетс, която постига търговски успех през 70-те и 80-те години. Основните членове на групата, част от най-успешния ѝ период, включват мултиинструменталиста, основател и неин лидер Том Шолц, който свири на повечето инструменти в дебютния албум на групата и водещия певец Брад Делп, както редица други музиканти, които варирират от албум на албум. Най-известните песни на „Бостън“ включват: More Than a Feeling, Peace of Mind, Foreplay/Long Time, Rock and Roll Band, Smokin, Don't Look Back, A Man I'll Never Be, Hitch a Ride, Party и Amanda.
Групата е продала повече от 75 милиона записи по целия свят, включително 31 милиона копия в Съединените щати, от които 17 милиона са за едноименния дебютен албум на групата от 1976 г. и 7 милиона копия от втория студиен албум на групата Don't Look Back (1978), което ги прави едни от най-продаваните артисти в света. „Бостън“ издават шест студийни албума в кариера, продължила над 47 години. Групата е класирана под №63 за най-добър хардрок изпълнител от американската музикална телевизия „Ви Ейч Уан“.

## Дискография

### Студийни албуми
- Boston (1976)
- Don't Look Back (1978)
- Third Stage (1986)
- Walk On (1994)
- Corporate America (2002)
- Life, Love & Hope (2013)

### Концертни албуми
- Greatest Hits (1997)
- Rock and Roll Band (1998)